# O'Kean
O'Kean é uma cidade  localizada no estado americano de Arkansas, no Condado de Randolph.

## Demografia
Segundo o censo americano de 2000, a sua população era de 201 habitantes.
Em 2006, foi estimada uma população de 199, um decréscimo de 2 (-1.0%).

## Geografia
De acordo com o United States Census Bureau, a localidade tem uma área de 2,6 km², sem área coberta por água. O'Kean localiza-se a aproximadamente 82 m acima do nível do mar.

## Localidades na vizinhança
O diagrama seguinte representa as localidades num raio de 24 km ao redor de O'Kean.